# Maratón de Ámsterdam
El maratón de Ámsterdam es un maratón que se celebra de forma anual desde 1975 en la ciudad de Ámsterdam, Países Bajos, para cubrir los 42,195 kilómetros de la prueba. En octubre de 1999 se celebró la 24ª edición de la carrera.

## Palmarés

### Hombres

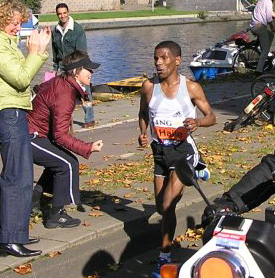
Haile Gebrselassie durante su victoria en 2005.

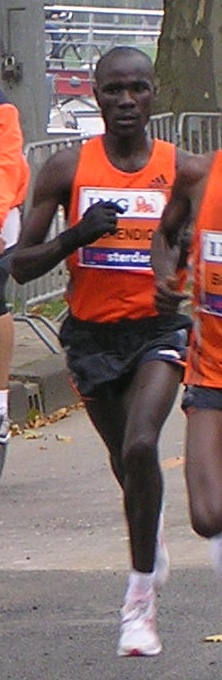
Solomon Bushendich durante su victoria en 2006.

| Fecha                    | Atleta                  | País           | Tiempo  | Notas                             |
| ------------------------ | ----------------------- | -------------- | ------- | --------------------------------- |
| 5 de agosto de 1928      | Boughera El Ouafi       | Francia        | 2:32:57 | Récord de la carrera              |
| No celebrada hasta 1975  |                         |                |         |                                   |
| 3 de mayo de 1975        | Jørgen Jensen           | Dinamarca      | 2:16:51 | Récord de la carrera              |
| 8 de mayo de 1976        | Karel Lismont           | Bélgica        | 2:18:48 |                                   |
| 21 de mayo de 1977       | Bill Rodgers            | Estados Unidos | 2:12:47 | Récord de la carrera              |
| No celebrada en 1978     |                         |                |         |                                   |
| 19 de mayo de 1979       | Ferenc Szekeres         | Hungría        | 2:14:46 |                                   |
| 26 de abril de 1980      | Gerard Nijboer          | Países Bajos   | 2:09:01 | Récord de la carrera              |
| 9 de mayo de 1981        | Ferenc Szekeres         | Hungría        | 2:18:11 | 2ª victoria                       |
| 8 de mayo de 1982        | Cor Vriend              | Países Bajos   | 2:12:15 |                                   |
| 7 de mayo de 1983        | Cor Vriend              | Países Bajos   | 2:13:41 | 2ª victoria                       |
| 12 de mayo de 1984       | Gerard Nijboer          | Países Bajos   | 2:14:28 | 2ª victoria                       |
| 12 de mayo de 1985       | Jose Reveyn             | Bélgica        | 2:19:24 |                                   |
| 11 de mayo de 1986       | William Vanhuylenbroek  | Bélgica        | 2:14:46 |                                   |
| 10 de mayo de 1987       | John Burra              | Tanzania       | 2:12:40 |                                   |
| 7 de mayo de 1988        | Gerard Nijboer          | Países Bajos   | 2:12:38 | 3ª victoria                       |
| 7 de mayo de 1989        | Gerard Nijboer          | Países Bajos   | 2:13:52 | 4ª victoria                       |
| 13 de mayo de 1990       | Zerehune Gitaw          | Etiopía        | 2:11:52 |                                   |
| 15 de septiembre de 1991 | Tesfaye Tafa            | Etiopía        | 2:13:26 |                                   |
| 27 de septiembre de 1992 | Inocencio Miranda       | México         | 2:14:58 |                                   |
| 26 de septiembre de 1993 | Kenichi Suzuki          | Japón          | 2:11:56 |                                   |
| 25 de septiembre de 1994 | Tesfaye Eticha          | Etiopía        | 2:15:56 |                                   |
| 24 de septiembre de 1995 | Hisayuki Okawa          | Japón          | 2:14:00 |                                   |
| 3 de noviembre de 1996   | Joseph Chebet           | Kenia          | 2:10:57 |                                   |
| 2 de noviembre de 1997   | Sammy Korir             | Kenia          | 2:08:24 | Récord de la carrera              |
| 1 de noviembre de 1998   | Sammy Korir             | Kenia          | 2:08:13 | Récord de la carrera, 2ª victoria |
| 17 de octubre de 1999    | Fred Kiprop             | Kenia          | 2:06:47 | Récord de la carrera              |
| 15 de octubre de 2000    | Francisco Javier Cortés | España         | 2:08:57 |                                   |
| 21 de octubre de 2001    | Driss El Himer          | Francia        | 2:07:02 |                                   |
| 20 de octubre de 2002    | Benjamin Kimutai Koskei | Kenia          | 2:07:26 |                                   |
| 19 de octubre de 2003    | William Kipsang         | Kenia          | 2:06:39 | Récord de la carrera              |
| 17 de octubre de 2004    | Robert Cheboror         | Kenia          | 2:06:22 | Récord de la carrera              |
| 16 de octubre de 2005    | Haile Gebrselassie      | Etiopía        | 2:06:20 | Récord de la carrera              |
| 15 de octubre de 2006    | Solomon Bushendich      | Kenia          | 2:08:52 |                                   |
| 21 de octubre de 2007    | Emmanuel Mutai          | Kenia          | 2:06:29 |                                   |
| 19 de octubre de 2008    | Paul Kirui              | Kenia          | 2:07:52 |                                   |
| 18 de octubre de 2009    | Gilbert Yegon           | Kenia          | 2:06:18 | Récord de la carrera              |
| 17 de octubre de 2010    | Getu Feleke             | Etiopía        | 2:05:44 | Récord de la carrera              |
| 16 de octubre de 2011    | Wilson Chebet           | Kenia          | 2:05:53 |                                   |
| 21 de octubre de 2012    | Wilson Chebet           | Kenia          | 2:05:41 | Récord de la carrera, 2ª victoria |
| 20 de octubre de 2013    | Wilson Chebet           | Kenia          | 2:05:36 | Récord de la carrera, 3ª victoria |
| 19 de octubre de 2014    | Bernard Kipyego         | Kenia          | 2:06:22 |                                   |
| 18 de octubre de 2015    | Bernard Kipyego         | Kenia          | 2:06:19 | 2ª victoria                       |
| 16 de octubre de 2016    | Daniel Wanjiru          | Kenia          | 2:05:21 | Récord de la carrera              |
| 15 de octubre de 2017    | Lawrence Cherono        | Kenia          | 2:05:09 | Récord de la carrera              |
| 21 de octubre de 2018    | Lawrence Cherono        | Kenia          | 2:04:06 | Récord de la carrera, 2ª victoria |

### Mujeres

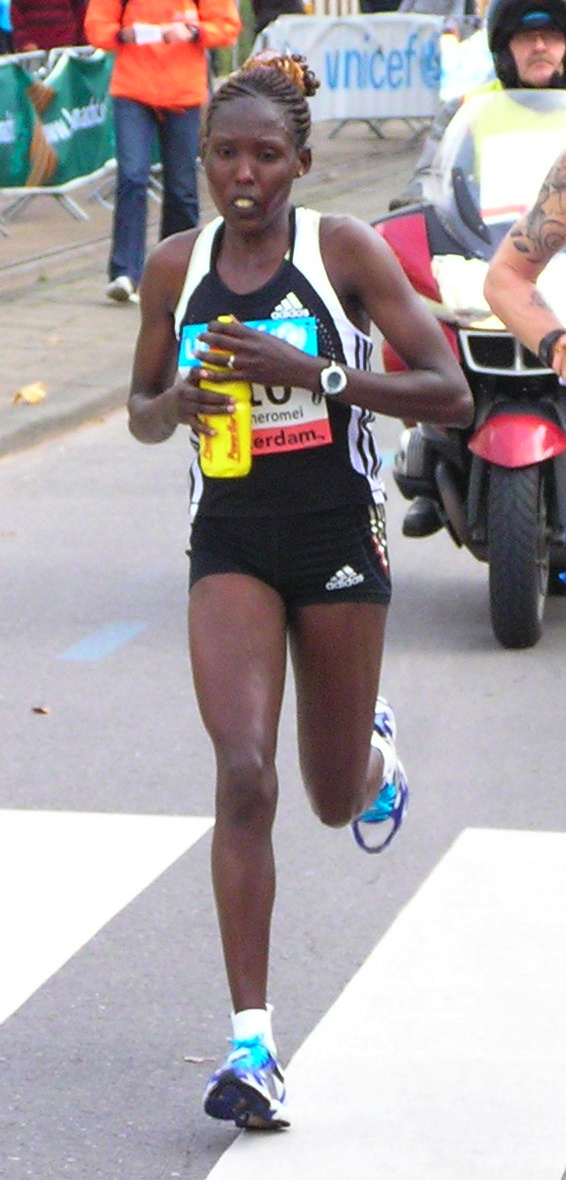
Lydia Cheromei durante su victoria en 2008.

| Fecha                    | Atleta               | País         | Tiempo  | Notas                |
| ------------------------ | -------------------- | ------------ | ------- | -------------------- |
| 3 de mayo de 1975        | Plonie Scheringa     | Países Bajos | 3:13:38 | Récord de la carrera |
| 8 de mayo de 1976        | Corrie Konings       | Países Bajos | 3:24:31 |                      |
| 21 de mayo de 1977       | Plonie Scheringa     | Países Bajos | 3:28:24 | 2ª victoria          |
| No celebrada en 1978     |                      |              |         |                      |
| 19 de mayo de 1979       | Marianne Nieuwenhuis | Países Bajos | 3:22:45 |                      |
| 26 de abril de 1980      | Marja Wokke          | Países Bajos | 2:40:15 | Récord de la carrera |
| 9 de mayo de 1981        | Marja Wokke          | Países Bajos | 2:43:38 | 2ª victoria          |
| 8 de mayo de 1982        | Annie van Stiphout   | Países Bajos | 2:37:28 | Récord de la carrera |
| 7 de mayo de 1983        | Antonia Ladanyi      | Hungría      | 2:43:47 |                      |
| 12 de mayo de 1984       | Eefje van Wissen     | Países Bajos | 2:43:51 |                      |
| 12 de mayo de 1985       | Carolien Lucas       | Países Bajos | 2:47:11 |                      |
| 11 de mayo de 1986       | Teresa Kidd          | Irlanda      | 2:46:18 |                      |
| 10 de mayo de 1987       | Adriana Barbu        | Rumania      | 2:36:21 | Récord de la carrera |
| 7 de mayo de 1988        | Elena Murgoci        | Rumania      | 2:41:56 |                      |
| 7 de mayo de 1989        | Gabriela Gorzyńska   | Polonia      | 2:47:16 |                      |
| 13 de mayo de 1990       | Renata Kokowska      | Polonia      | 2:35:31 | Récord de la carrera |
| 15 de septiembre de 1991 | Mieke Pullen         | Países Bajos | 2:41:14 |                      |
| 27 de septiembre de 1992 | Paulina Grigorenko   | Rusia        | 2:50:41 |                      |
| 26 de septiembre de 1993 | Yoshiko Yamamoto     | Japón        | 2:29:12 | Récord de la carrera |
| 25 de septiembre de 1994 | Barbara Kamp         | Países Bajos | 2:51:57 |                      |
| 24 de septiembre de 1995 | Agnes Hijman         | Países Bajos | 2:48:57 |                      |
| 3 de noviembre de 1996   | Nadezhda Ilyina      | Rusia        | 2:34:35 |                      |
| 2 de noviembre de 1997   | Elfenesh Alemu       | Etiopía      | 2:37:37 |                      |
| 1 de noviembre de 1998   | Catherina McKiernan  | Irlanda      | 2:22:23 | Récord de la carrera |
| 17 de octubre de 1999    | Lornah Kiplagat      | Kenia        | 2:25:29 |                      |
| 15 de octubre de 2000    | Abeba Tola           | Etiopía      | 2:29:54 |                      |
| 21 de octubre de 2001    | Shitaye Gemechu      | Etiopía      | 2:28:40 |                      |
| 20 de octubre de 2002    | Getenesh Wami        | Etiopía      | 2:22:19 | Récord de la carrera |
| 19 de octubre de 2003    | Helena Sampaio       | Portugal     | 2:28:06 |                      |
| 17 de octubre de 2004    | Helena Javornik      | Eslovenia    | 2:27:32 |                      |
| 16 de octubre de 2005    | Kutre Dulecha        | Etiopía      | 2:30:05 |                      |
| 15 de octubre de 2006    | Rose Cheruiyot       | Kenia        | 2:28:26 |                      |
| 21 de octubre de 2007    | Magdaline Chemjor    | Kenia        | 2:28:16 |                      |
| 19 de octubre de 2008    | Lydia Cheromei       | Kenia        | 2:25.57 |                      |
| 18 de octubre de 2009    | Eyerusalem Kuma      | Etiopía      | 2:27:43 |                      |
| 17 de octubre de 2010    | Alice Timbilil       | Kenia        | 2:25:03 |                      |
| 16 de octubre de 2011    | Tiki Gelana          | Etiopía      | 2:22:08 | Récord de la carrera |
| 21 de octubre de 2012    | Meseret Hailu        | Etiopía      | 2:21:09 | Récord de la carrera |
| 20 de octubre de 2013    | Valentine Kipketer   | Kenia        | 2:23:02 |                      |
| 19 de octubre de 2014    | Betelhem Moges       | Etiopía      | 2:28:35 |                      |
| 18 de octubre de 2015    | Joyce Chepkirui      | Kenia        | 2:24:11 |                      |
| 16 de octubre de 2016    | Meselech Melkamu     | Etiopía      | 2:23:21 |                      |
| 15 de octubre de 2017    | Tadelech Bekele      | Etiopía      | 2:21:54 |                      |
| 21 de octubre de 2018    | Tadelech Bekele      | Etiopía      | 2:23:14 | 2ª victoria          |

### Victorias por país
| País           | Hombres | Mujeres | Total |
| -------------- | ------- | ------- | ----- |
| Kenia          | 19      | 7       | 26    |
| Países Bajos   | 6       | 12      | 18    |
| Etiopía        | 5       | 12      | 17    |
| Bélgica        | 3       | 0       | 3     |
| Hungría        | 2       | 1       | 3     |
| Japón          | 2       | 1       | 3     |
| Irlanda        | 0       | 2       | 2     |
| Francia        | 2       | 0       | 2     |
| Polonia        | 0       | 2       | 2     |
| Rumania        | 0       | 2       | 2     |
| Rusia          | 0       | 2       | 2     |
| Dinamarca      | 1       | 0       | 1     |
| México         | 1       | 0       | 1     |
| Portugal       | 0       | 1       | 1     |
| Eslovenia      | 0       | 1       | 1     |
| España         | 1       | 0       | 1     |
| Tanzania       | 1       | 0       | 1     |
| Estados Unidos | 1       | 0       | 1     |